# Sylt
 (novembre 2020).
Si vous disposez d'ouvrages ou d'articles de référence ou si vous connaissez des sites web de qualité traitant du thème abordé ici, merci de compléter l'article en donnant les références utiles à sa vérifiabilité et en les liant à la section « Notes et références ».
Sylt (prononcé en allemand : /ˈzʏlt/) ; en frison septentrional : Söl, en danois : Sild, est une île d'Allemagne située en mer du Nord. Faisant partie des îles frisonnes septentrionales, elle est la plus grande et la plus septentrionale des îles allemandes de la mer du Nord. Administrativement, elle se trouve dans l'arrondissement de Frise-du-Nord en Schleswig-Holstein.
L'île est une importante destination balnéaire pour des populations très aisées et forme un lieu de rendez-vous estival pour la très haute société allemande. C'est également une destination de week-end prisée pour les habitants de Hambourg. 

## Géographie

### Topographie
Sa superficie est d'environ 99 km2 ; elle mesure 35 km du nord au sud et 13 km d'est en ouest.  Dans la commune de List se trouve la pointe la plus septentrionale de l'Allemagne. 
Depuis 1927, elle est rattachée à la terre ferme par le Hindenburgdamm, une chaussée portant une voie ferrée.  
L'île possède deux phares : le phare de List Ouest et le phare de List Est.

Panorama depuis Rotes Kliff à Sylt.

### Climat
Sylt possède un climat océanique chaud sans saison sèche selon la classification de Köppen-Geiger. Sur l'année, la température moyenne à Sylt est de 8,6 °C et les précipitations sont en moyenne de 701,6 mm.

## Démographie et administration
Sa population est de plus de 20 000 habitants.
Elle appartient à l'arrondissement de la Frise septentrionale (Kreis Nordfriesland), dans le Land du Schleswig-Holstein.
Les communes de l'île sont :
- Sylt, avec Westerland, le chef lieu : 15 243 hab.
- List auf Sylt : 2 456 hab.
- Wenningstedt-Braderup (Sylt) : 1 500 hab.
- Hörnum (Sylt) : 932 hab.
- Kampen (Sylt) : 647 hab.

## Culture

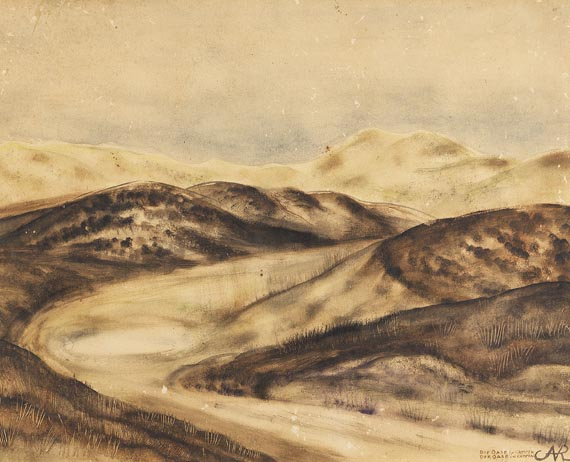
Oase in Kampen, Anita Rée, 1933.

Sylt fait partie de l'Allemagne et des Îles de la Frise.
Elle a son propre dialecte, le  Söl'ring, qui est un langage propre à Sylt. Le Söl'ring est un unique dialecte du frison septentrional des îles du Nord, il comprend des éléments du danois, du néerlandais et de l'anglais. Désormais, seule une petite fraction de la population parle toujours ce dialecte. Une loi pour promouvoir ce langage (Friesisch-Gesetz) a été promulguée en 2004.
Comme dans beaucoup de régions du Schleswig-Holstein, pour le réveillon de la Saint-Sylvestre, des groupes d'enfants vont masqués de maison en maison en récitant des poèmes.
Cet événement est connu comme Rummelpottlaufen, en retour, les enfants reçoivent des bonbons ou de l'argent.
Dans Sylt, on peut voir des maisons de style typiquement frison.
De nombreux films ont été tournés à Sylt. Ainsi déjà en août 1920 Murnau a tourné une grande partie des scènes d'un de ses premiers films muets La Marche dans la nuit (Der Gang in die Nacht) près de Kampen. En février 2009, Roman Polanski a tourné plusieurs scènes de The Ghost Writer à List et Munkmarsch. Le film Vent d'Ouest (Westerland en allemand), sorti en 2012, y a été également tourné.
Depuis la naissance du tourisme au milieu du XIXe siècle, l'île a attiré les artistes. Kampen en particulier était au début du XXe siècle un havre d'artistes. 
Au côté des éditeurs Ferdinand Avenarius et Peter Suhrkamp sont venus de nombreux artistes connus ou en devenir. Des peintres comme Julius Bodenstein, Emil Nolde, Albert Aereboe, Anita Rée, Siegward Sprotte, Hans Nordmann et Ernst Mollenhauer (qui est enterré à Keitum), mais aussi des poètes et des intellectuels comme Thomas Mann ou des comédiens comme Gret Palucca et Will Grohmann qui passaient leurs étés à Sylt.

## Transports

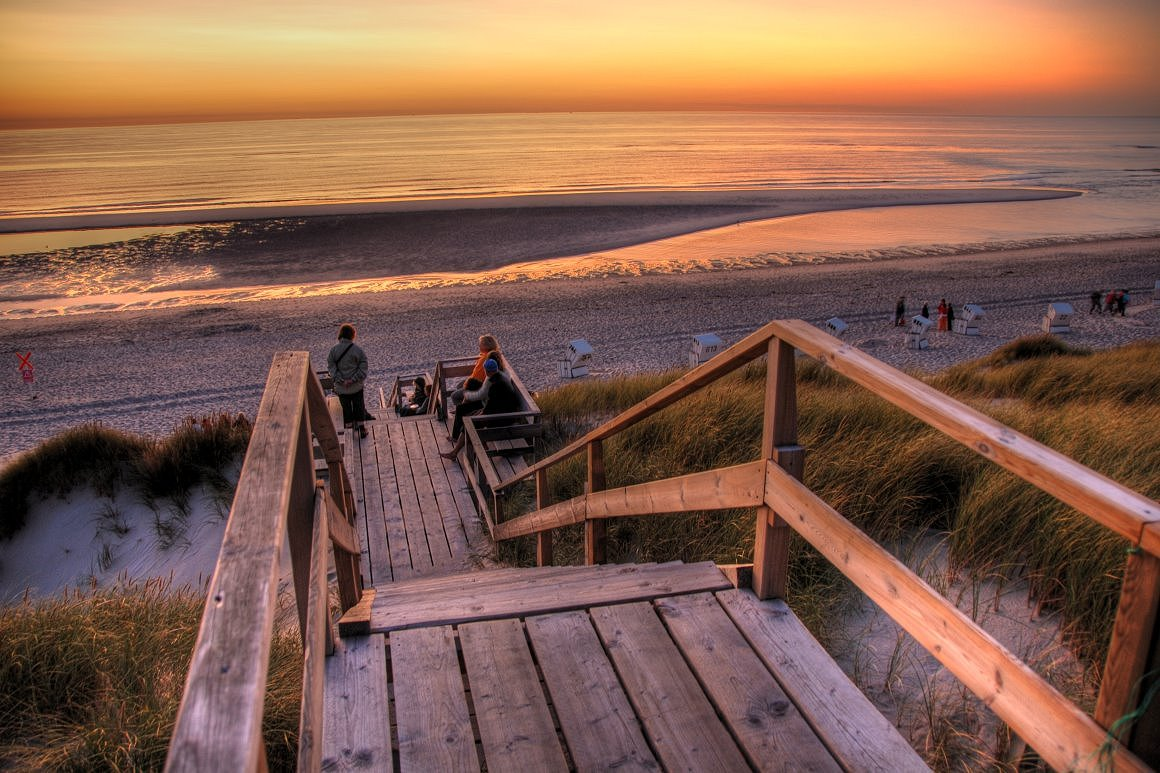
La plage de Kampen.

L'île dispose d'un réseau routier de bonne qualité et de nombreuses places de stationnement proches des plages et parfois même gratuites. Il y a environ 30 lignes de bus qui permettent de relier rapidement toutes les parties de l'île.
Les cyclistes disposent d'environ 250 km de pistes cyclables. Quasiment toute l'île est accessible à vélo sans difficulté.
Sylt dispose de quatre ports, et d'un aéroport, et... d'une gare (en service tous les jours) !

## Autres
- Syltfunk, station de radio locale